# SteamOS
SteamOS é um sistema operacional desenvolvido pela Valve Corporation. É uma distribuição de Linux baseado em Arch Linux desenvolvida para ser o principal sistema operacional do console Steam Machine e do Steam Deck. O SteamOS é código aberto com alguns componentes de código fechado.
Ele foi inicialmente lançado em 13 de dezembro de 2013, feito para ser parte da plataforma Steam Machine, as duas primeiras versões eram baseados em Debian; encorajando desenvolvedores a incluir compatibilidade com Linux nos lançamentos para melhorar o suporte à jogos.
Em fevereiro de 2022, a Valve lançou Steam Deck, um console portátil que executa o SteamOS 3.0. A partir desta versão, o sistema passou a ser baseada na distribuição Arch Linux com KDE Plasma 5.

## Compatibilidade com jogos
Por ser baseado em Arch Linux, o SteamOS traz compatibilidade com muitos jogos da plataforma Steam e com aplicações Linux utilizando os instaladores de pacotes Pacman e Flatpak. O usuário pode utilizar fontes de terceiros ao seu repositório para obter mais aplicações, pois atualmente o SteamOS oferece um conjunto limitado de ferramentas.

## Compatibilidade com Hardware
Todos os drivers pré-instalados são fornecidos pela Valve. Todo driver externo deverá ser instalado como em qualquer distribuição Arch Linux.

## Diferenciais
O SteamOS, por ser uma espécie de aprimoramento do modo Big Picture, desenvolvido pela própria Steam, foi projetado para ser melhor exibido em televisões, deste modo, o sistema operacional acaba aproximando a relação do usuário de computadores pessoais à forma mais intuitiva que consoles possuem de transmitir seus jogos.

## Pré-definições
Já com duas contas pré configuradas, o sistema operacional divide o sistema entre o usuário "Steam" que não tem privilégios e apenas executa os jogos. A segunda conta é o usuário "desktop", onde são executadas as aplicações que não são da Steam.
Tendo em vista que as contas do SteamOS não estão associadas a um login. Mesmo que acesse a muitas contas da Steam, todas serão vinculadas ao mesmo desktop.

## Relação com o modo Big Picture
O modo Big Picture foi projetado, pela própria Steam, para ser uma nova alternativa de um computador pessoal rodar jogos usando a televisão ou até mesmo o seu próprio monitor. O SteamOS funciona como uma versão mais avançada desse modo.